# Chiesa di San Michele (Bressanone)
La chiesa di San Michele, in tedesco Pfarrkirche Sankt Michael, è la chiesa parrocchiale di Bressanone, in Alto Adige.

## Storia e descrizione

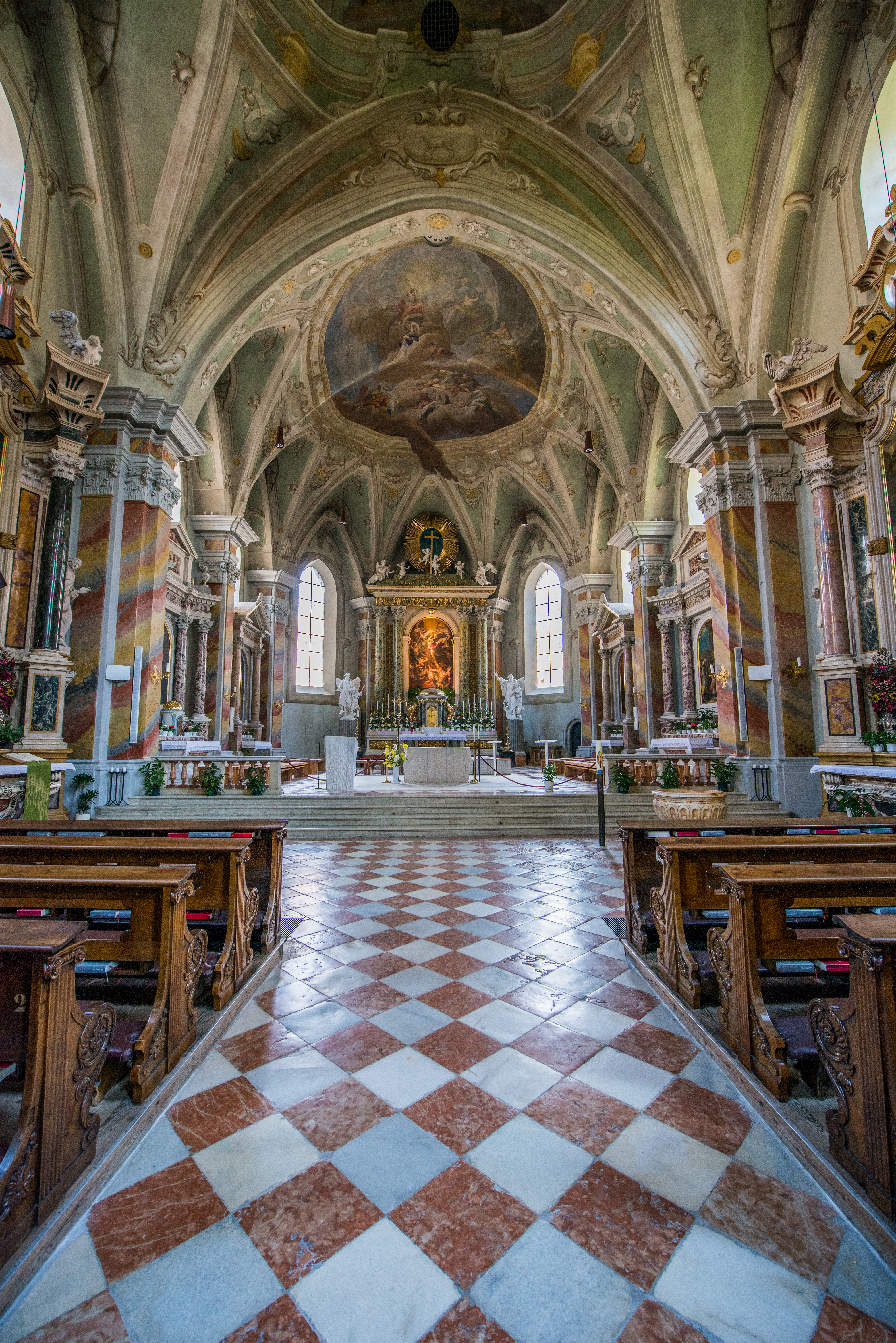
L'altare.

In questo luogo, nell'XI secolo, venne eretta una prima cappella cimiteriale di stile ottoniano con pianta rettangolare e abside; consacrata nel 1038 dal vescovo Hartwig.
A sinistra del coro venne eretta nel XIV secolo la caratteristica torre quadrata, detta Weiße Turm, "Torre Bianca", poi sopraelevata con la cella campanaria e la cuspide, che raggiunge i 72 metri d'altezza, nel 1459.

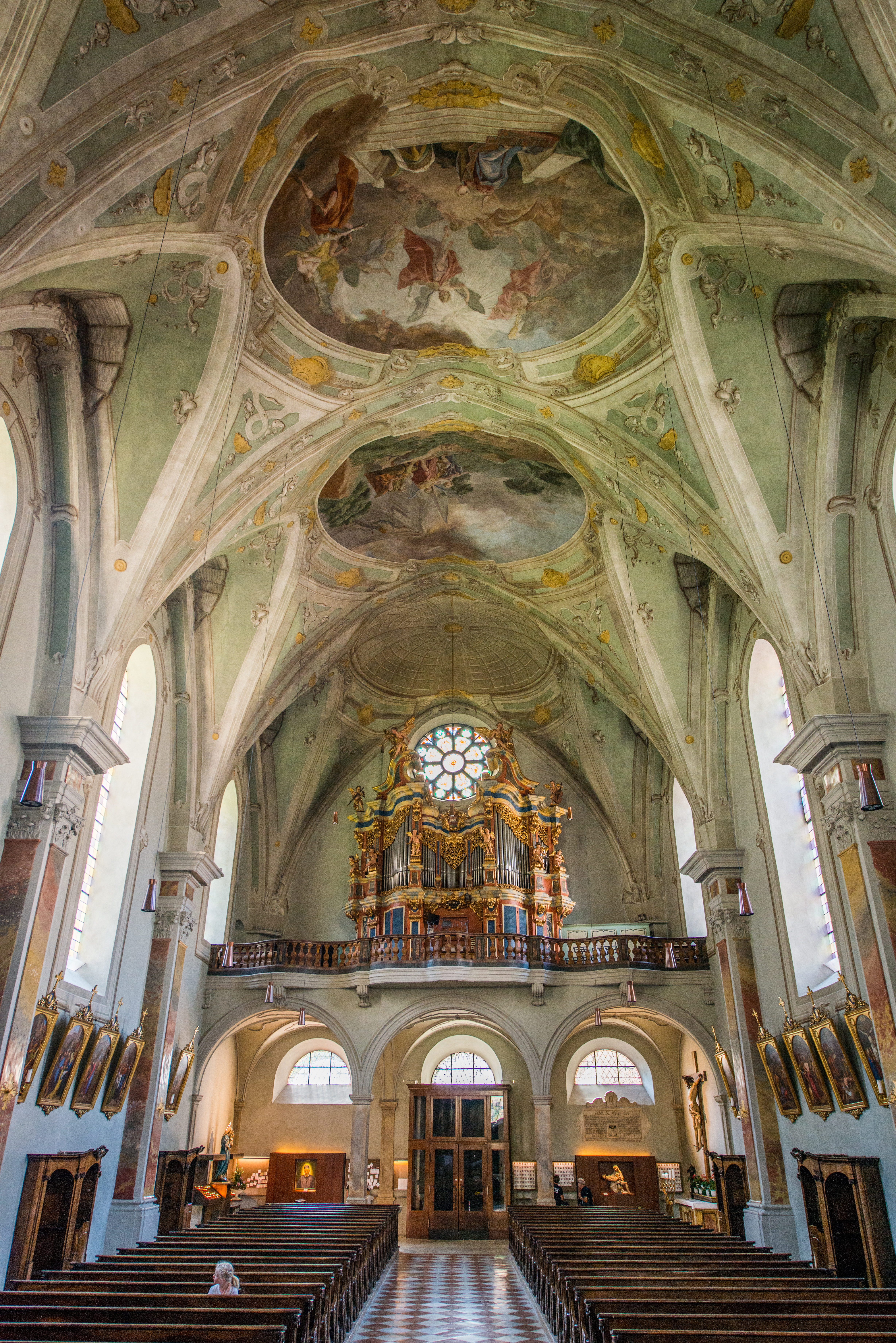
L'interno con l'organo sull'ingresso.

Nel 1503 la cappella venne rifatta nelle forme tardo-gotiche attuali.
Nel 1757 l'interno venne completamente ridecorato da una veste barocca. Gli affreschi delle volte sono opera di Josef Hauzinger, allievo del pittore viennese Paul Troger; mentre la pala d'altare con San Michele che scaccia Lucifero è di Andrea Pozzo.